# Rodrigo Carelli
Rodrigo Monteiro Carelli (Belo Horizonte, 4 de janeiro de 1968) é um diretor de televisão brasileiro.
É conhecido por seu extenso trabalho dirigindo reality shows, incluindo o primeiro reality de confinamento do Brasil, Casa dos Artistas.

## Biografia
Rodrigo Carelli é um dos pioneiros na implementação de reality shows no Brasil, responsável pela Casa dos Artistas, do SBT, o primeiro no formato na televisão brasileira e campeão de audiência em sua primeira temporada, em 2001.
Atualmente é responsável pelo núcleo de reality shows da Record. Ele comanda os bastidores de programas como A Fazenda, Power Couple, A Grande Conquista, Dancing Brasil, Canta Comigo, Top Chef, entre outros.

## Trabalho na televisão
| Ano           | Título                 | Função            | Emissora  |
| ------------- | ---------------------- | ----------------- | --------- |
| 1988–1989     | TV Mix                 | Diretor           | TV Gazeta |
| 1991—2001     | Acústico MTV           | Diretor geral     | MTV       |
| 1995—2000     | MTV Video Music Brasil | Diretor geral     | MTV       |
| 1998—2000     | Quiz MTV               | Diretor geral     | MTV       |
| 1999—2000     | Luau MTV               | Diretor geral     | MTV       |
| 2001—2004     | Casa dos Artistas      | Diretor geral     | SBT       |
| 2005—2008     | GNT Fashion            | Diretor geral     | GNT       |
| 2006—2008     | Prêmio Multishow       | Diretor geral     | Multishow |
| 2009—16       | A Fazenda              | Diretor geral     | RecordTV  |
| 2017—presente | A Fazenda              | Diretor de Núcleo | RecordTV  |
| 2016—presente | Power Couple           | Diretor de Núcleo | RecordTV  |
| 2017          | A Casa                 | Diretor de Núcleo | RecordTV  |
| 2017—2019     | Dancing Brasil         | Diretor de Núcleo | RecordTV  |
| 2018—presente | Canta Comigo           | Diretor de Núcleo | RecordTV  |
| 2019—presente | Top Chef Brasil        | Diretor de Núcleo | RecordTV  |
| 2019—2020     | The Four Brasil        | Diretor de Núcleo | RecordTV  |
| 2020          | Made In Japão          | Diretor de Núcleo | RecordTV  |
| 2020          | Game dos Clones        | Diretor de Núcleo | RecordTV  |
| 2020—presente | Canta Comigo Teen      | Diretor de Núcleo | RecordTV  |
| 2021—2022     | Ilha Record            | Diretor de Núcleo | RecordTV  |
| 2023—2024     | A Grande Conquista     | Diretor de Núcleo | RecordTV  |